# Cas di Paloma
Cas di Paloma is een buurt van Oranjestad op Aruba.